# 張羽 (渭南)
張羽（1489年—？），字子漸，陝西西安府華州渭南縣人，民籍，明朝政治人物。

## 生平
陝西鄉試第十二名舉人。正德十六年（1521年）中式辛巳科會試第一百六十四名，登第二甲第十四名進士。任刑部主事，后升任刑部郎中。升任常德府知府。

## 家族
曾祖張文禮；祖父張昇；父張敏，母母程氏；繼母程氏。具庆下。